# Ole Kristian Olsen
Ole Kristian Olsen (Mjøndalen, 25 luglio 1950) è un ex calciatore norvegese, di ruolo difensore.

## Carriera

### Club
Olsen giocò con la maglia del Mjøndalen.

### Nazionale
Conta una presenza per la Norvegia. Il 19 maggio 1976, infatti, fu in campo in occasione della sconfitta per 0-1 contro l'Islanda.